# Demetrios Christodoulou
Demetrios Christodoulou (em grego:  Δημήτριος Χριστοδούλου; Atenas, 19 de outubro de 1951) é um matemático e físico grego, conhecido por sua prova em parceria com Sergiu Klainerman da estabilidade não-linear do espaço de Minkowski da relatividade restrita na estrutura da relatividade geral.